# Шёрстный покров собаки
Шёрстный покров — совокупность волос, покрывающих тело собаки. Шёрстный покров защищает собаку от неблагоприятных внешних условий и способствует поддержанию нормальной температуры тела.
Собаки отличаются большим разнообразием как типов шёрстного покрова, так и окрасов. Различные свойства шерсти обусловлены многообразием климатических условий, в которых содержатся и используются собаки. Тип и окрас шерсти являются важными признаками пород собак: отдельные породы имеют разную структуру шерсти с характерной для них длиной, толщиной и формой волос. Тип, характер оброслости и окрас шерсти регламентированы стандартом породы и являются селекционными признаками.
Внутри породы состояние шерсти у отдельных особей может различаться в зависимости от условий содержания и здоровья собаки. Выпадение и ухудшение качества шерсти может свидетельствовать о наличии серьёзных внутренних заболеваний или о заражении собаки паразитами.
Шёрстный покров любого типа нуждается в постоянном уходе — груминге. Разные типы шерсти имеют свои особенности ухода. Выставочные собаки требуют профессионального подхода к подготовке шерсти и созданию стандартной причёски.

## Структура шерсти собаки
Шёрстный покров собаки состоит из волос трёх типов, от их наличия, количества и формы зависит структура шерсти.
- Подшёрсток (пуховой волос) — короткий, тонкий, шелковистый, имеет волнообразную форму, состоит из чешуйчатого и коркового слоёв и не имеет сердцевины. Образует нижний слой шерсти, прикрыт другими волосами и служит для уменьшения теплоотдачи организма. У собак, приспособленных к содержанию в холодных условиях, подшёрсток густой, хорошо развитый, плотно облегает всё тело собаки и не продувается ледяным ветром. Собаки южного происхождения и содержащиеся в квартирах имеют редкий и короткий подшёрсток, а у некоторых пород он отсутствует.
- Остевой (кроющий) волос — длиннее подшёрстка, плотно прикрывает подшёрсток, защищая его от намокания. Остевой волос состоит из трёх слоёв: чешуйчатого, коркового и сердцевины. У собак тёплых районов он равномерно покрывает все тело, плотно прилегает к корпусу, делая собаку гладкошёрстной.
- Покровный волос — самый длинный, толстый и жёсткий, покрывает третьим слоем наиболее уязвимые части тела собаки. Длинные и густые покровные волосы защищают собаку не только от холода, но и от прямых солнечных лучей, которые могут вызвать ожоги. В большом количестве покровный волос имеется в области шеи, где образует гриву, или «воротник», и бурки на ушах. Проходит полосой по спине и верхней стороне хвоста. У длинношёрстых собак покровный волос образует «очёсы» на задних сторонах передних и задних ног, «штаны» с задней стороны бедер и «подвес» на нижней стороне хвоста. У некоторых пород (так называемых «брудастых») покровный волос образует на морде усы, брови и бороду.

Строение волоса

Как свойственно млекопитающим, волос собаки состоит из стержня и корня, растущего из волосяного фолликула и помещённого в волосяную сумку. В нижней части корень волоса утолщён и образует волосяную луковицу. Волосяная луковица содержит эпителиальные клетки, которые, размножаясь, передвигаются в мозговое и корковое вещество стержня волоса, а также кутикулу. В процессе роста волоса в клетках нарастают процессы ороговения, в наиболее удалённых от луковицы участках клетки погибают и превращаются в роговые чешуйки.
Для собак характерен рост волос пучками из 3-8 фолликул, включающих один остевой и несколько пуховых волос. В разных участках тела плотность волос различна, обычно она уменьшается от спины к животу и в целом составляет от 1000 до 9000 волос/см2. Породные различия в плотности волос касаются в основном подшёрстка, количество пуховых волос может варьировать от 80 % (пудель) до 10 % (уиппет).
Особый тип волос — осязательные волосы (синуозные волосы, вибриссы), расположенные в виде небольших пучков над глазами, на верхней губе, на щеках и под нижней челюстью.
Остевые и покровные волосы образуют упругую плотную шерсть, определяющую облик собаки. Различия в соотношении и строении клеток коркового и сердцевинного слоев волос приводят к разнообразию шёрстного покрова собак, неодинакового на разных участках тела. Строение шёрстного покрова пород закреплено генетически. Породным признаком является форма волос у собак, которая может быть разнообразной:
- прямой — с небольшим постепенным изгибом;
- изогнутый — с большим и плавным изгибом в одну сторону;
- с надломом — с резким переломом в одну сторону;
- волнистый — стержень волоса отклоняется от прямой оси в обе стороны;
- кольцеобразный — закруглённый в виде кольца;
- спиральный — закруглённый в виде спирали.

## Типы шёрстного покрова
В процессе одомашнивания и породообразования на основе мутационных изменений были выведены породы с пуделеобразной вьющейся шерстью, жесткошёрстные собаки, породы с волнистой шерстью, длинношёрстные, короткошёрстные и голые собаки с рудиментарным шёрстным покровом. Разнообразие шёрстного покрова собак определяется рядом факторов: характером оброслости, длиной шерсти, степенью жёсткости шерсти, степенью извитости волоса, наличием или отсутствием подшёрстка. На ощупь различают волосы шелковистые, мягкие, грубые, жёсткие, упругие, жирные, сухие, ватные. Шёрстный покров разных пород различается по густоте, пышности, характеру прилегания.
Дикий тип шерсти — исходный тип шёрстного покрова, свойственный диким предкам собаки: удлинённая прямая гладкая шерсть на шее, корпусе и хвосте и короткая, гладкая, очень плотная шерсть на голове и конечностях. Подшёрсток может иметь различную густоту и развитие. Такая шерсть у немецких овчарок, лаек, гончих. Различают по крайней мере три разновидности шерсти дикого типа: нормальная (лайки), укороченная (стаффордширский терьер), удлинённая (кеесхонд).
Короткошёрстные собаки характеризуются очень короткой, гладкой, прямой шерстью на всех частях тела. Подшёрсток отсутствует или слаборазвит.
Длинношёрстные собаки имеют длинный шелковистый покровный волос на шее и туловище, часто он образует свисающую бахрому. Развитие подшёрстка у длинношёрстных собак определяется условиями содержания. Шерсть длинношёрстных собак может быть прямой, волнистой или вьющейся. У пуделеобразных собак длинная волнистая шерсть расположена по всему телу, шерсть может ниспадать волнами, скручиваться шнурами или сваливаться в войлокообразные ленты.
Жесткошёрстные собаки полностью, от морды до хвоста, покрыты длинной жёсткой и торчащей шерстью, их облик может сильно отличаться в зависимости от формы и жёсткости остевых волос. Волосы могут быть коническими, проволокообразными, веретенообразными. У большинства охотничьих терьеров волосы утолщены к верхнему концу и имеют изгиб или излом перед утолщённой частью, благодаря чему ость образует на собаке над подшёрстком плотный защитный «панцирь».
Существует также множество переходных форм шёрстного покрова. М. Н. Сотская выделяет следующие типы собак в зависимости от характеристик шёрстного покрова:
- бесшёрстные;
- гладкошёрстные (немецкий дог);
- короткошёрстные (чихуахуа);
- собаки со складчатой кожей (шарпей);
- собаки с шерстью дикого типа (среднеазиатская овчарка);
- длинношёрстные собаки с шелковистой шерстью и малым количеством подшёрстка (японский хин);
- длинношёрстные с большим количеством подшёрстка (пекинес);
- собаки с длинной, тонкой и мягкой шерстью (афган);
- брудастые собаки с обильной довольно мягкой шерстью (бобтейл);
- собаки с пуделеобразной шерстью (пудель);
- собаки с шнуровой или пластинчатой шерстью (пули);
- жесткошёрстные собаки с короткой шерстью (гладкошёрстный фокстерьер);
- жесткошёрстные собаки с прямой шерстью средней длины (шнауцер);
- жесткошёрстные собаки с жёсткой курчавой шерстью (эрдельтерьер);
- курчавые собаки с короткой шерстью (курчавошёрстный ретривер).

В породе собак, как правило, закреплён один тип шерсти, в то время как окрасы в породах часто разнообразны. Более жёсткое отношение к типу шерсти обусловлено рабочей функцией собаки, чей шёрстный покров должен был обеспечить наилучшую защиту в специфических условиях использования. Таким образом, в процессе формирования пород тип шерсти был более важным селекционным признаком, чем окрас.

## Генетические основы типа шерсти
Генетические основы окраса и структуры шерсти собак в значительной степени общие с другими млекопитающими. Однако имеются и гены, специфические для собак и не имеющие гомологических аналогов у других видов. В их числе ген мраморного окраса «арлекин», ген доминантного чёрного окраса, ген брудастости, отвечающий за оброслость морды.
В отличие от генетики окрасов, наследственные факторы, обусловливающие формирование типа шёрстного покрова, мало изучены. Показано, что большинство вариаций в типе, длине и структуре шерсти определяются мутациями в трёх генах: фактор роста фибробластов 5 (англ. fibroblast growth factor-5, FGF5), keratin-71 (KRT71) и R-spondin-2 (RSPO2). Эти гены отвечают соответственно за длину шерсти {\displaystyle L}, извитость волоса {\displaystyle Wa} и распределение шерсти по корпусу {\displaystyle W}. Доминируют длинная шерсть, прямой волос, равномерное распределение шерсти (брудастость).
На основании селекционных экспериментов учёные предположили существование других локусов, отвечающих за особенности структуры шерсти: жёсткость {\displaystyle Wh}, курчавость {\displaystyle K}, наличие колец или локонов {\displaystyle Wo}, рифлёную шерсть {\displaystyle Rp}. Жёсткая, прямая, гладкая шерсть, отсутствие складок доминируют. Особый интерес представляет наследование безволосости у некоторых пород: доминантный аллель бесшёрстности {\displaystyle Hr} в гомозиготном состоянии летален и приводит к смерти потомства во внутриутробной стадии, а живые особи обладают тяжелыми нарушениями здоровья (эктодермальной дисплазией). Существует также другая форма безволосости, так называемая американская, не связанная с нарушением здоровья и отсутствием зубов, обусловленная мутацией в гене SGK3.
| Обозначение и специализация локуса                                                              | Ген   | Аллели | доминирование                    | Примечания |
| ----------------------------------------------------------------------------------------------- | ----- | --- | -------------------------------- | --- |
| {\displaystyle L} (англ. long)— длина шерсти                                                    | FGF5  | {\displaystyle L} — шерсть средней длины дикого типа {\displaystyle l_{1}} — гладкая короткая шерсть {\displaystyle l_{2}} — длинная шелковистая шерсть, продлевает период роста волоса | {\displaystyle L>l_{1}>l_{2}}    | · Вероятно, существуют и другие аллели локуса {\displaystyle L}. · Вариации длины шерсти, в частности, наличие очёсов, определяются рядом генов-модификаторов. |
| {\displaystyle W} (англ. wild) — брудастость                                                    | RSPO2 | {\displaystyle W} — равномерная оброслость по всему телу (брудастость) {\displaystyle w_{1}} — гладкомордость; обусловливает равномерный рост шерсти на корпусе и конечностях, но оставляет короткую шерсть на морде (иногда встречаются редкие «бородка» или «усы») {\displaystyle w} — дикий тип оброслости | {\displaystyle W>w_{1}>w}        | |
| {\displaystyle Wa} (англ. wavy coat) — извитость волос или{\displaystyle Cu} (англ. curly coat) | KRT71 | {\displaystyle Wa} — прямая шерсть {\displaystyle wa_{1}} — волнистая шерсть {\displaystyle wa_{2}} — курчавая (скрученная, спиральная) шерсть | {\displaystyle Wa>wa_{1}>wa_{2}} | Ряд исследователей предполагают, что курчавая шерсть разных пород может определяться другим локусом ({\displaystyle K})                                        |

| Обозначение и специализация локуса                       | Аллели | Доминирование                    | Примечания |
| -------------------------------------------------------- | --- | -------------------------------- | --- |
| {\displaystyle K} (англ. klinky coat) — курчавость       | {\displaystyle K} — прямая шерсть {\displaystyle k} — курчавая или скрученная шерсть                                          | {\displaystyle K>k}              | |
| {\displaystyle Wh} (англ. wire hair) — жёсткость шерсти  | {\displaystyle Wh} — жёсткая шерсть {\displaystyle wh_{1}} — шерсть дикого типа {\displaystyle wh_{2}} — тонкая мягкая шерсть | {\displaystyle Wh>wh_{1}>wh_{2}} | Селекционные исследования показали, что наследование жёсткой шерсти сцеплено с будастостью и, вероятно, определяется геном RSPO2, отвечающим также за некоторые другие признаки                                                                                                |
| {\displaystyle Wo} (англ. hair whorls) — завиток         | {\displaystyle Wo} — нормальная шерсть {\displaystyle wo} — кольца волос на отдельных частях тела                             | {\displaystyle Wo>wo}            | |
| {\displaystyle rp} (англ. ripple coat) — рифлёная шерсть | {\displaystyle Rp} — нормальный волос {\displaystyle rp} — рифлёный волос                                                     | {\displaystyle Rp>rp}            | Проявляется в виде полосатого рисунка у щенков некоторых пород (бладхаунд, веймаранер) и обычно исчезает в течение недели. У некоторых особей рифлёность волоса сохраняется.                                                                                                   |
| {\displaystyle Hr} (англ. hairlessness) — бесшёрстность  | {\displaystyle Hr} — бесшёрстность {\displaystyle hr} — развитый шёрстный покров                                              | {\displaystyle Hr>hr}            | · Вероятно, за отсутствие шерсти отвечает ген FOXI3 · В гомозиготном состоянии ген {\displaystyle Hr} летален · Предположительно, существуют и другие локусы, обеспечивающие отсутствие волосяного покрова, в том числе рецессивное, так называемую американскую бесшёрстность |

Не существует согласия между учёными по поводу генетики риджей — участков с обратным направлением роста шерсти. Робинсон считал, что ридж наследуется рецессивно и обозначал его кодом {\displaystyle ds}. Однако современные исследования установили, что ридж у пород родезийский и тайский риджбек обусловлен доминантной мутацией (дупликацией) факторов роста фибробластов: FGF3, FGF4, FGF19. В гетерозиготном и в гомозиготном состоянии этот аллель приводит к проявлению риджа, причем у гомозиготных собак по сравнению с гетерозиготными увеличен риск развития врожденной патологии — дермоидного синуса.

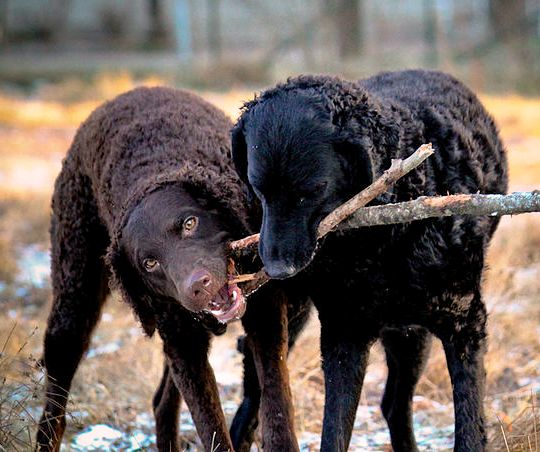
Курчавошёрстный ретривер
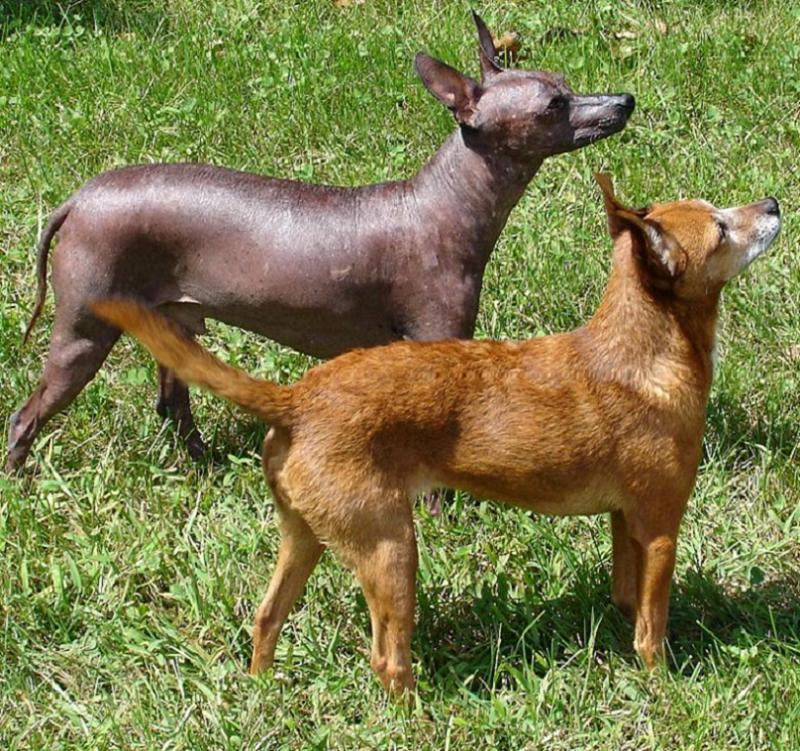
Ксолоитцкуинтли — голая и в шерсти
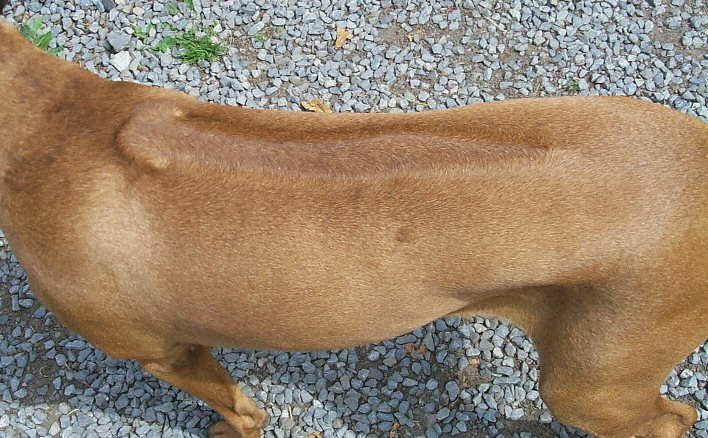
Ридж (родезийский риджбек)

## Окрас
Окрас — кинологический термин, означающий окраску шерсти собаки. В случае одноцветной или простой окраски иногда пользуются словом «масть».
Окрас является одним из важных признаков при селекции собак. Стандарт любой породы устанавливает допустимые и недопустимые (порочные, дисквалифицирующие) окрасы.
Исследованием окрасов собак занимались многие учёные. В СССР важное значение имеют работы профессора Н. А. Ильина. Особенно ценный вклад в исследование генетики окрасов внес американский учёный-генетик К. Литтл. Некоторые учёные изучали окрасы конкретных пород собак.
Разнообразие окрасов собак образовано сочетанием двух пигментов (меланинов): эумеланина и феомеланина, или флавона. Эумеланин — чёрный пигмент, его мутантная форма обеспечивает коричневый пигмент (в нескольких модификациях), так называемый «истинный коричневый». Феомеланин также существует в обусловленных модификациями вариантах — жёлтый, оранжевый и красный. Пигмент вырабатывается меланоцитами и доставляется в волос посредством специальных органелл — меланосом. Меланосомы сосредоточены в сердцевине волоса, в корковом слое волоса пигмента нет. Если корковый слой толстый, основной окрас выглядит осветлённым. Белый цвет обеспечивается отсутствием пигментации.
Анализ наследования окраса шерсти у собак связан с рядом затруднений, в том числе:
- генетически один и тот же окрас у разных пород собак может иметь разное название;
- некоторые окрасы формируются в течение длительного срока;
- восприятие одного и того же окраса человеком субъективно, это вызывает ошибки при описаниях;
- характер наследования одного и того же окраса может отличаться у разных пород;
- возможно изменение оттенков окраса из-за различий в длине и структуре шерсти[30].

Стандартизированная номенклатура окрасов официально утверждена Международной кинологической федерацией и обязательна к применению при написании стандартов пород в системе МКФ. Номенклатура должна использоваться при профессиональном описании окрасов и предусматривает три группы окрасов: сплошные, смешанные и модифицированные.

Основные типы смешанных окрасов: тигровый, зонарный, с маской, чепрачный, с подпалинами

Варианты распределения пигментов при зонарном окрасе

Первичные точки депигментации (цифры показывают последовательность появления белых пятен)

Расположение пигментных центров

### Сплошные окрасы
Сплошной окрас обусловлен присутствием только одного пигмента, или полным отсутствием пигмента. Эумеланин даёт чёрный окрас, коричневый (шоколадный) окрас разной степени насыщенности, в осветлённом варианте это голубой и бежевый окрасы. Феомеланин придает шерсти жёлто-коричневый (рыжий, олений, англ. fawn) цвет разных оттенков. Осветлённый феомеланиновый окрас — песочный, может варьировать до кремового и почти белого цвета.

### Смешанные окрасы
Смешанные окрасы образуются сочетанием двух пигментов при отсутствии белого цвета. В зависимости от распределения эумеланина и феомеланина выделяют пять основных типов раскраски: рыжий с чёрной маской, рыжий с затемнением, тигровый, чёрный с рыжими пятнами (подпалинами), рыжий с чепраком. Вариации основных типов раскраски обусловлены осветлением (например, песочный с голубой маской), а также распространением пигментированного волоса по телу собаки. Маска может сочетаться с остальными четырьмя раскрасками.
Окрас рыжий с затемнением образуется, когда в волосе присутствуют оба пигмента, образуя зоны чёрной (коричневой) и рыжей пигментации (так называемый «зонарный», или «агути» окрас). Благодаря тому, что распределение зон пигментов в волосе может различаться, возможно огромное разнообразие окрасов. Когда пигмент в волосе чередуется, образуется «волчий» окрас. Когда чёрный пигмент сосредоточен лишь в конце волоса, получается «соболиный» окрас. Когда тёмные зоны образуют вертикальные полосы на корпусе собаки, говорят о тигровом окрасе. Чёрный пигмент, распространённый на морде, а часто и на передней части головы вплоть до ушей, образует маску. Зона чёрных волос на спине собаки, спускающаяся на бока и бёдра, называется чепраком. Подпалины — чётко очерченные рыжие пятна, расположенные в определенных местах на корпусе собаки.
Осветлённые варианты характеризуются соответствующим изменением оттенков.

### Модифицированные окрасы
Сплошные и смешанные окрасы могут модифицироваться возрастным осветлением, пятнистостью и пегостью (белой пятнистостью).
Осветлённые окрасы, характерные на некоторых пород (например, бедлингтон-терьер), не связаны со старением, но проявляются с возрастом: щенки родятся окрашенными и перецветают впоследствии. Такая модификация может возникнуть на любом базовом окрасе.
Под пятнистостью, или пёстрым окрасом, понимаются темные (эумеланиновые) пятна различной формы на более светлом (осветлённом, седом) основном фоне. Разновидностью пёстрого окраса является мраморный окрас, хотя он и определяется особым геном.
Белые пятна (полное отсутствие пигмента на отдельных участках тела собаки) могут быть небольшими, умеренными или распространёнными. Возникновение и распространение белых пятен подчинено определённым закономерностям: первые пятна возникают в первичных точках депигментации, дольше всего окрас сохраняется в пигментных центрах. Иногда белые пятна занимают почти всю поверхность тела, оставляя окрашенными лишь кончики ушей.

## Генетические основы окрасов
Окрас собаки обусловливается разными генами. Одни отвечают за синтез пигментов эумеланина и феомеланина, другие определяют распределение пигмента по волосу и корпусу собаки, отдельные факторы влияют на интенсивность окраса и модификации в виде пятнистости. Помимо факторов, влияющих на окрас собаки в соответствии с законами Менделя, выявляется полигенное наследование отдельных характеристик, а также изменения под действием генов-модификаторов. В ходе изучения генома собаки становится доступной детальная информация о локализации факторов, отвечающих за особенности окраса. К таким факторам относятся:
- факторы, отвечающие за синтез пигментов: {\displaystyle B,F};
- факторы, отвечающие за распределение пигментов по волосу и корпусу собаки: {\displaystyle A,E,K,Rm};
- факторы, обусловливающие различную степень интенсивности окраски {\displaystyle C,D,G,R,} а также {\displaystyle cn,Sg,P};
- факторы, проявляющиеся пятнистостью разного рода: белые пятна {\displaystyle S}, крап {\displaystyle T}, мрамор {\displaystyle H,M} (летальные).

Окрасы собак подвержены влиянию генов-модификаторов, среди которых следует выделить:
- затеняющие полигены, приводящие к концентрации пигмента в конце волоса и обесцвечиванию нижней его части; собака выглядит как бы покрытой дымчатой вуалью. Иногда данный эффект обосновывают действием аллеля {\displaystyle I} (англ. melanin inhibitor);
- руфус-полигены, усиливающие яркость рыжей окраски.

| Обозначение и специализация локуса                                                         | Ген            | Аллели | Доминирование                                           | Примечания |
| ------------------------------------------------------------------------------------------ | -------------- | --- | ------------------------------------------------------- | --- |
| Факторы, обусловливающие синтез пигментов                                                  |                | |                                                         | |
| {\displaystyle B} (англ. brown) — синтез эумеланина                                        | TYRP1          | {\displaystyle B} — синтез чёрного эумеланина; {\displaystyle b,b^{c},b^{d},b^{s},b^{h},b^{e}} — синтез коричневого эумеланина разных оттенков. | {\displaystyle B>b\;(b^{c},b^{d},b^{s},b^{h},b^{e},b*)} | Чёрный и истинный коричневый |
| {\displaystyle F} (англ. feomelanin) — синтез феомеланина                                  |                | {\displaystyle F} — синтез красного феомеланина; {\displaystyle f} — синтез жёлтого феомеланина. | {\displaystyle F>f}                                     | · Локус определяет оттенок рыжего цвета (палевый, жёлтый, рыжий, красный) в окрасе собаки. · Доказано существование по крайней мере трёх различных типов феомеланина, однако точных сведений об этом локусе нет |
| Факторы, обусловливающие распределение пигментов                                           |                | |                                                         | |
| {\displaystyle A} (англ. agouti) — зонарное распределение обоих пигментов по волосу и телу | ASIP           | {\displaystyle a^{w}} — зонарное распределение пигмента в волосе, «дикий» окрас; {\displaystyle a^{y}} — смещение эумеланина к концу волоса, «олений», или «соболиный», окрас; {\displaystyle a^{sa}} — чепрачный окрас: зонарное распределение пигмента, тёмные волосы сосредоточены на спине; {\displaystyle a^{t}} — зонарно-окрашенные волосы распределены по корпусу с образованием рисунка подпалого окраса; {\displaystyle a} — рецессивный сплошной окрас. | {\displaystyle a^{w}>a^{y}>a^{sa}>a^{t}>a}              | · «Дикий», «соболиный», чепрачный, подпалый, рецессивный сплошной · Некоторые авторы полагают, что чепрачный окрас обусловлен модификацией гена {\displaystyle a^{t}}, а не отдельным геном · Отмечается наличие в локусе {\displaystyle A} ряда не идентифицированных аллелей, предположительно, более точно регламентирующих зонарный и чепрачный окрасы. |
| {\displaystyle K} — равномерное распределение обоих пигментов по волосу и телу             | CBD 103        | {\displaystyle K(K^{b})} — сплошное распределение пигмента по волосу и корпусу собаки, доминантный сплошной окрас; {\displaystyle k^{br}} — тигровость; {\displaystyle k(k^{y})} — равномерное распределение пигмента подавлено, проявляется действие локуса {\displaystyle A}. | {\displaystyle K>k^{br}>k}                              | · Доминантный сплошной, тигровый · Литтл полагал, что доминантный чёрный окрас определяется геном {\displaystyle A^{s}}, а тигровый геном {\displaystyle E^{br}} · Распространение по корпусу тигровин варьирует в широком диапазоне — от нескольких тёмных полос на рыжем до почти сплошного затемнения; неизвестно, обусловлена ли степень тигровости наследственными, случайными факторами, или их комбинацией. |
| {\displaystyle E} (англ. extension) — распределение эумеланина по корпусу                  | MC1R           | {\displaystyle E} — распространение эумеланина по всему корпусу; {\displaystyle E^{m}} — эумеланиновая маска; {\displaystyle e} — препятствует распространению эумеланина, по всему корпусу присутствует только жёлтый пигмент, тёмноокрашенными остаются кожа и глаза. | {\displaystyle Em>E>e}                                  | · Тёмная маска, проявление тёмных цветов в форме, обусловленной другими локусами · Вероятно кодоминирование аллелей {\displaystyle E} и {\displaystyle E^{m}} |
| {\displaystyle Rm} (англ. return mask) — обратная маска                                    |                | {\displaystyle Rm} — пигментация головы в соответствии с формулой окраса; {\displaystyle rm} — наличие обратной маски — характерного светлого чётко очерченного рисунка («домино») | {\displaystyle Rm>rm}                                   | |
| Факторы, обусловливающие разную степень интенсивности окраса                               |                | |                                                         | |
| {\displaystyle C} (англ. color) — интенсивность окраса (альбинизм)                         | TYR            | {\displaystyle C} — способность организма синтезировать пигмент; {\displaystyle c^{ch}\;(c^{d},c^{e})} — прекращение синтеза феомеланина («фактор шиншилловости»); {\displaystyle c} — отсутствие пигментов в волосе (неполный альбинизм, лейкизм); {\displaystyle c^{b}} — голубоглазый альбинизм; {\displaystyle c^{a}} — полный альбинизм | {\displaystyle C>c^{d}=c^{ch}>c^{e}=c>c^{b}>c^{a}}      | · Серый и серебристый, белый с чёрным носом и тёмной кожей, белый с голубыми глазами, белый с красными глазами и розовой кожей · Некоторые авторы говорят о наличии у собак вместо аллеля {\displaystyle c^{ch}} двух разных аллелей {\displaystyle c^{d}} и {\displaystyle c^{e}}; · Аллель {\displaystyle c^{ch}} не проявляется на гомозиготном чёрном окрасе; · Полный альбинизм у собак встречается крайне редко. |
| {\displaystyle D} (англ. delution) — разбавление                                           | MLPH           | {\displaystyle D} — пигментация полной интенсивности; {\displaystyle d} — врождённое ослабление окраса | {\displaystyle D>d}                                     | · Коричневый и рыжий цвета осветляются до бежевого и палевого, чёрный — до голубого · Гомозиготное состояние аллели {\displaystyle d} может сопровождаться выпадением волос и хроническим воспалением кожи (алопеция ослабленного окраса, CDA) · Предполагается существование и других рецессивных аллелей в локусе |
| {\displaystyle G} (англ. greying) — возрастное осветление окраса (перецветание)            |                | {\displaystyle G} — осветление пигмента за счёт постепенного уменьшения плотности меланина; {\displaystyle g} — стойкая окраска | {\displaystyle G>g}                                     | · Светлые, вплоть до белого · Щенки родятся окрашенными и впоследствии перецветают. |
| {\displaystyle R} (англ. roan) — чалость                                                   |                | {\displaystyle R} — чалый окрас; {\displaystyle r} — отсутствие чалости | {\displaystyle R>r}                                     | Чалость: белые волосы на фоне основного окраса; окрашенные волосы на фоне белых пятен. |
| Факторы, обусловливающие пятнистость                                                       |                | |                                                         | |
| {\displaystyle S} (англ. spotting) — белая пятнистость                                     | MITF           | {\displaystyle S} — сплошной окрас (отсутствие белого); {\displaystyle s^{i}} — небольшие белые участки первичных центрах депигментации («ирландская пятнистость»); {\displaystyle s^{p}} — пятнистость (пегость), белая окраска значительной части тела; {\displaystyle s^{w}} — крайняя степень пятнистости, небольшие тёмные участки в пигментных центрах | {\displaystyle S>s\;(s^{i},s^{p})>s^{w}}                | · Характер пятнистости подвержен влиянию генов-модификаторов · Фенотипическое проявление локуса {\displaystyle s^{w}} отличается у разных пород: например, боксёры, грейхаунды, бультерьеры выглядят почти белыми, у левретки и пиренейской горной собаки распространённость белых пятен меньше и граничит с ирландской пятнистостью · Ирландская пятнистость — характерный рисунок белых пятен на морде, ногах, груди — образуется при гомозиготном состоянии локуса {\displaystyle s^{i}s^{i}}, как у басенджи. Похожий окрас с пятнами разной распространённости получается при гетерозиготных состояниях {\displaystyle Ss^{p}} и {\displaystyle Ss^{w}}; · По поводу количества аллелей {\displaystyle s} имеются разные мнения |
| {\displaystyle T} (англ. Ticking) — крапчатость                                            |                | {\displaystyle T} — мелкие тёмные пятна на белом фоне (крап, тиковая испещрённость); {\displaystyle t} — отсутствие крапа | {\displaystyle T>t}                                     | · Действие проявляется у собак с белой пятнистостью · Цвет крапа соответствует цвету собаки · Некоторые авторы говорят о наличии отдельного гена {\displaystyle T^{d}}, определяющего особые пятна далматина |
| {\displaystyle M} (англ. merle)                                                            | PMEL 17 (SILV) | {\displaystyle M} — мраморный рисунок на светлом фоне, соответствующем основной формуле окраса; {\displaystyle m} — нормальный окрас | {\displaystyle M>m}                                     | · Ген локализуется в эумеланосомах, поэтому мраморность не затрагивает зоны, пигментированные феомеланином (подпалы) · Размер и рисунок мраморности определяется генами-модификаторами {\displaystyle Tw} и {\displaystyle H} · В гомозиготном состоянии ген {\displaystyle M} летален · Выжившие особи с гомозиготным геном {\displaystyle M} преимущественно белые · Ген М связан с заболеваниями слуха и зрения |
| {\displaystyle Tw} (англ. Tweed) — твид                                                    |                | {\displaystyle Tw} — обычная мраморность; {\displaystyle tw} — мелкие многочисленные пятна мраморности | {\displaystyle Tw>tw}                                   | · Модификатор: действие проявляется в сочетании с фактором {\displaystyle M} и {\displaystyle H}. |

Известно о существовании локусов, модифицирующих основной окрас, специфических для конкретных пород:
- {\displaystyle cn} (англ. cn-dilution) — ослабление эумеланина до тускло-серого, а феомеланина — до бежевого или почти белого (серый колли);
- {\displaystyle Sg} (англ. Slate-grey) — врождённое ослабление чёрного окраса до грифельно-серого, описан у колли, серебристых пуделей, керри-блю-терьеров;
- {\displaystyle p} (англ. pullid) — тиразино-положительный альбинизм (белые доберманы)[66];
- {\displaystyle H} (англ. harlequin) (ген PSMB7[англ.]) — ген-модификатор, действующий с фактором Мерля и обусловливающий мраморный окрас «арлекин», специфический для немецких догов[67][62].

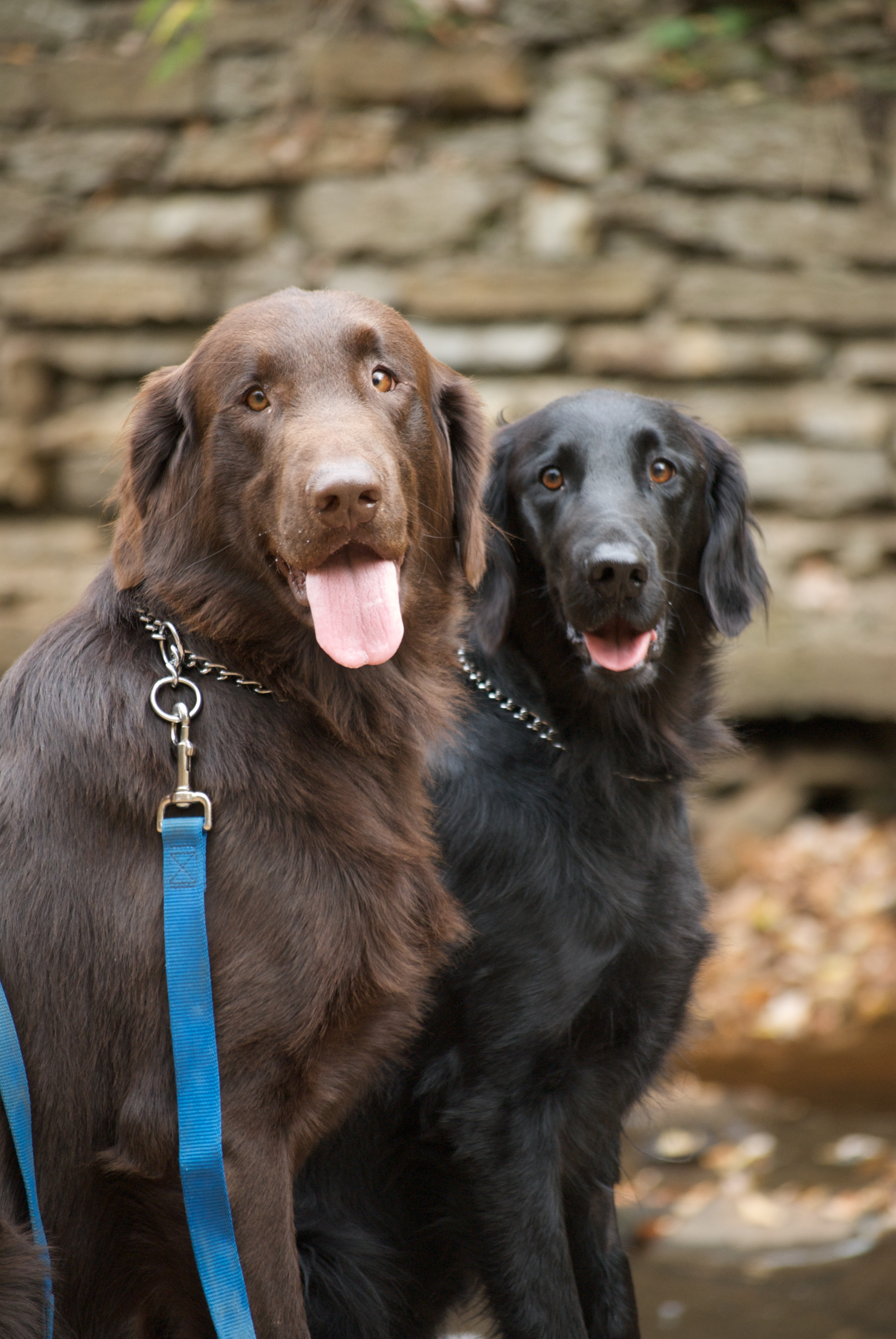
Локус В: чёрный или коричневый окрас (прямошёрстный ретривер)
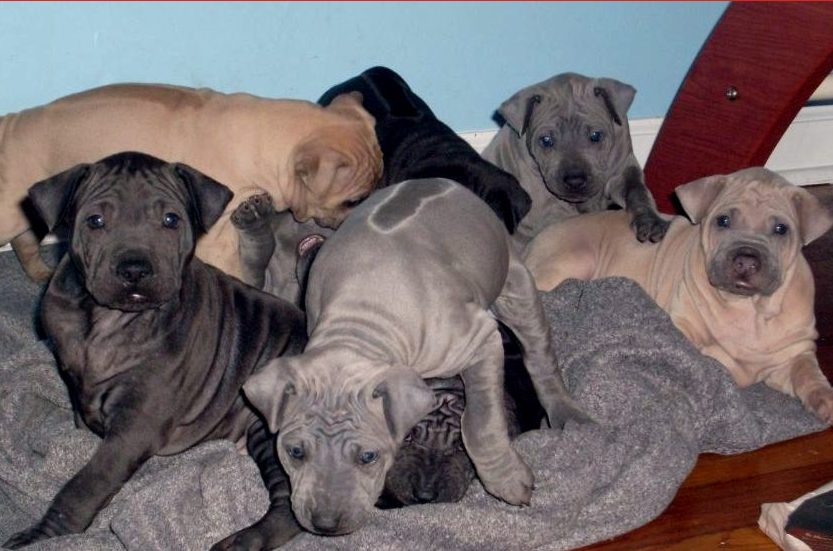
Локус D: осветлённые окрасы — голубой и лиловый (щенки тайского риджбека)
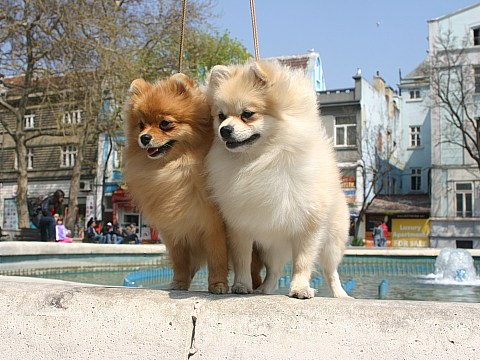
Локус F: красный или жёлтый окрас (померанский шпиц)
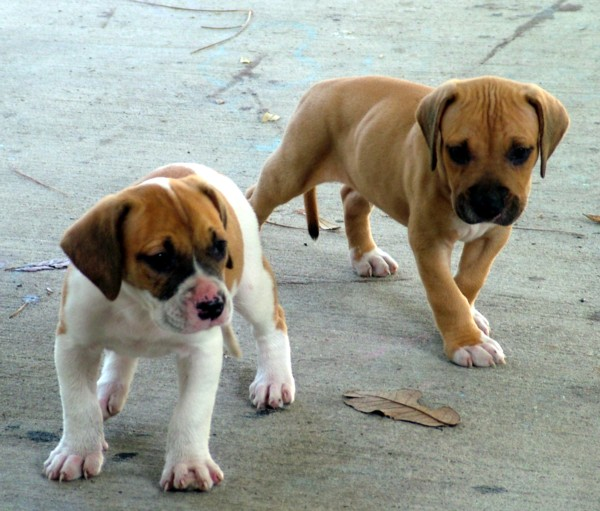
Локус S: белые пятна (щенки американского бульдога)
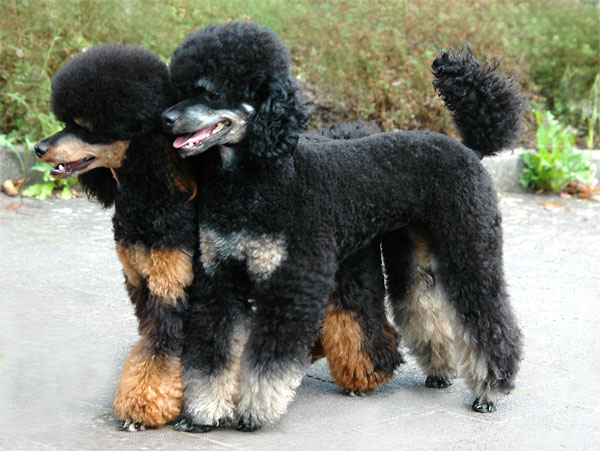
Локус C: рыжий или обесцвеченный подпал (карликовый пудель-«фантом»)

## Разнообразие окрасов
Окрасы могут быть одноцветными, двухцветными и трёхцветными.
Одноцветные или сплошные, окрасы образуются при равномерном распределении пигмента (эумеланина или феомеланина) по корпусу собаки. Эффект сплошного окраса может достигаться в результате возрастного осветления, а также при крайней степени белой пятнистости.
Двухцветные окрасы могут образовываться сочетанием сплошного окраса с белыми пятнами.
Белые пятна могут быть покрыты тёмным крапом, пятна могут состоять из смеси белых и окрашенных волос. Сочетание белых пятен со сплошным окрасом образует бело-чёрный, бело-рыжий окрасы и их осветлённые модификации. Другой вариант двухцветной раскраски — смешанный окрас, когда по телу собаки в определённом порядке расположены эумеланиновые и феомеланиновые зоны (подпалый, чепрачный).
Трёхцветные окрасы получаются в результате сочетания подпалого или чепрачного смешанного окраса с белой пятнистостью, поэтому у трёхцветных собак чёрные и рыжие пятна располагаются не в случайном порядке, а в строго определённых местах.
Особое место занимают окрасы, в которых пигменты распределены по длине волоса, образуя сложную раскраску (зонарный, тигровый, соболиный). Такие окрасы могут дополняться белыми пятнами. Все виды окрасов могут сочетаться с мраморностью, которая на двух- и трёхцветных окрасах создает впечатление пёстрого множества оттенков.
Наименования окрасов в разных породах различаются, для некоторых пород традиционно применяются специфические названия, есть исторически сложившиеся особенности в названиях окрасов охотничьих собак.
| Наименование окраса | Описание                             | Генетическая формула          | Пример                    | Примечание |
| ------------------- | ------------------------------------ | ----------------------------- | ------------------------- | --- |
| Чёрный              | Доминантный чёрный                   | B-C-D-E-S-K                   | Лабрадор-ретривер         | · Чёрными или коричневыми могут выглядеть собаки с очень маленьким (несколько волосков) белым пятном на груди, а также с крайней степенью тигровости или чепрачности · Оттенки обусловлены состоянием локуса F и руфус-полигенами · Другие названия коричневого окраса: «печёночный», «кофейный», «шоколадный»                                                               |
| Чёрный              | Рецессивный чёрный                   | aaB-C-D-E-kk                  | Немецкая овчарка          | · Чёрными или коричневыми могут выглядеть собаки с очень маленьким (несколько волосков) белым пятном на груди, а также с крайней степенью тигровости или чепрачности · Оттенки обусловлены состоянием локуса F и руфус-полигенами · Другие названия коричневого окраса: «печёночный», «кофейный», «шоколадный»                                                               |
| Коричневый          | различные оттенки                    | bbK- aabbkk                   | Австралийский келпи       | · Чёрными или коричневыми могут выглядеть собаки с очень маленьким (несколько волосков) белым пятном на груди, а также с крайней степенью тигровости или чепрачности · Оттенки обусловлены состоянием локуса F и руфус-полигенами · Другие названия коричневого окраса: «печёночный», «кофейный», «шоколадный»                                                               |
| Голубой             | Осветлённый чёрный                   | B-ddK- aaB-ddkk               | Немецкий дог              | · Голубыми могут выглядеть собаки серебристого (серого) окраса · Зонарно-серый или тигровый осветлённый окрас при наличии аллеля cch создает впечатление голубого |
| Лиловый             | Осветлённый коричневый               | bbddK- aabbddkk               | Веймаранер                | · Лиловый окрас разных оттенков нередко называют «изабелловый», «сиреневый», «кофе с молоком» |
| Рыжий               | Красный                              | D-eeF-K- aaeeF-kk             | Фараонова собака          | · Цвет рыжего окраса определяется красным или жёлтым феомеланином (аллель F) · Насыщенность окраски и оттенки зависят от других аллелей · Другие названия: «рубин» (красный), «песочный», «половый» (жёлтый) |
| Рыжий               | Жёлтый                               | eeffK- aaD-eeffkk             | Лабрадор-ретривер         | · Цвет рыжего окраса определяется красным или жёлтым феомеланином (аллель F) · Насыщенность окраски и оттенки зависят от других аллелей · Другие названия: «рубин» (красный), «песочный», «половый» (жёлтый) |
| Палевый             | Осветлённый рыжий                    | ddee ayayddE-                 | Русская псовая борзая     | · От состояния аллеля B у палевых собак зависит цвет мочки носа: чёрный, коричневый или розовый · Оттенки обусловлены состоянием локуса F и руфус-полигенами, варьируют от палевого до кремового и почти белого |
| Серебристый (серый) | Возрастное осветление чёрного окраса | B-C-D-E-G-S-K- aaB-C-D-E-G-kk | Керри-блю-терьер          | · Щенки рождаются чёрными и светлеют с возрастом |
| Белый               | лейкизм                              | cc                            | Японский шпиц             | · Собаки-лейкисты («истинно белые») рождаются белыми · Белые собаки — носители гена сch рождаются рыжими или палевыми и с возрастом светлеют · Возрастное осветление проявляется с возрастом, щенки рождаются окрашенными · Собаки с экстремальной белой пятнистостью имеют окрашенные волоски или небольшие пятна в пигментных центрах · Собаки-альбиносы встречаются редко |
| Белый               | шиншилловость                        | cchcchee                      | Белая швейцарская овчарка | · Собаки-лейкисты («истинно белые») рождаются белыми · Белые собаки — носители гена сch рождаются рыжими или палевыми и с возрастом светлеют · Возрастное осветление проявляется с возрастом, щенки рождаются окрашенными · Собаки с экстремальной белой пятнистостью имеют окрашенные волоски или небольшие пятна в пигментных центрах · Собаки-альбиносы встречаются редко |
| Белый               | возрастное осветление                | G-                            | Бедлингтон-терьер         | · Собаки-лейкисты («истинно белые») рождаются белыми · Белые собаки — носители гена сch рождаются рыжими или палевыми и с возрастом светлеют · Возрастное осветление проявляется с возрастом, щенки рождаются окрашенными · Собаки с экстремальной белой пятнистостью имеют окрашенные волоски или небольшие пятна в пигментных центрах · Собаки-альбиносы встречаются редко |
| Белый               | крайняя степень пятнистости          | swsw                          | Аргентинский дог          | · Собаки-лейкисты («истинно белые») рождаются белыми · Белые собаки — носители гена сch рождаются рыжими или палевыми и с возрастом светлеют · Возрастное осветление проявляется с возрастом, щенки рождаются окрашенными · Собаки с экстремальной белой пятнистостью имеют окрашенные волоски или небольшие пятна в пигментных центрах · Собаки-альбиносы встречаются редко |
| Белый               | альбинизм                            | cbcb caca pp                  | Мопс-альбинос             | · Собаки-лейкисты («истинно белые») рождаются белыми · Белые собаки — носители гена сch рождаются рыжими или палевыми и с возрастом светлеют · Возрастное осветление проявляется с возрастом, щенки рождаются окрашенными · Собаки с экстремальной белой пятнистостью имеют окрашенные волоски или небольшие пятна в пигментных центрах · Собаки-альбиносы встречаются редко |

| Наименование окраса        | Описание                                                | Генетическая формула  | Пример                                       | Примечание |
| -------------------------- | ------------------------------------------------------- | --------------------- | -------------------------------------------- | --- |
| Основные типы раскраски    |                                                         |                       |                                              | |
| Зонарный                   | Зонарно-серый                                           | aw-E-kk               | Шведский вальхунд                            | · В волосе имеются эумеланиновые, феомеланиновые и лишённые пигмента участки · Другие названия зонарно-серого окраса: «дикий», «волчий», «кабаний», «агути» · Цвет и интенсивность окраски тёмных и светлых зон по корпусу собаки определяется состоянием локусов B, D |
| Зонарный                   | Зонарно-рыжий                                           | aw-eekk               | Евразиер                                     | · Жёлтый пигмент располагается в волосе неравномерно, образуя обесцвеченные участки · Цвет и интенсивность окраски тёмных и светлых зон по корпусу собаки определяется состоянием локуса F |
| Зонарный                   | Соболиный                                               | ayayD-E-              | Русский тойСиба                              | · Соболиный окрас образуется, когда чёрный пигмент эумеланин сосредоточен у конца волоса, а феомеланин распределён по волосу равномерно · Варианты названий соболиного окраса: «олений», «муругий», «махагоновый», «сезамовый», «бурматный» · Оттенки рыжего обусловлены состоянием локуса F и руфус-полигенами · В зависимости от состояния локуса B затемнение может быть чёрным или коричневым                                                                                             |
| Чепрачный                  | Рыжий с тёмным чепраком                                 | asaasaE-kk            | Эрдельтерьер                                 | · Чепрак — зона тёмного цвета на спине распространяется на бока и образует чепрак (седло, плащ). Размер чепрака варьирует от чуть заметного до почти полностью покрывающего корпус собаки; обширный подпал иногда называют «мантией» · Цвет чепрака может быть чёрным, серым или коричневым, в зависимости от состояния локусов B и D · Рыжий цвет основного окраса может быть насыщенным или бледным                                                                                         |
| Подпалый                   | Рыжие пятна определённой формы на тёмном фоне           | atatE-kk              | Ротвейлер                                    | · Варианты: чёрно-подпалый, коричнево-подпалый, голубой с подпалом, лиловый с подпалом. Основной цвет определяется состоянием локусов B, D · Интенсивность окраса подпала зависит от состояния локусов Е и cch. Яркий, кирпичного оттенка, подпал предпочтителен для всех пород · У чистопородных собак подпал, рисунок которого размыт, искажён тигровостью или тёмной маской, обычно считается недостатком                                                                                  |
| Тигровый                   | Участки чёрного цвета образуют полосы (тигровины)       | ayayE-kbr- awawE-kbr- | Испанский мастифСтаффордширский бультерьер   | · В зависимости от состояния локусов B и D тигровины могут быть чёрными, коричневыми, голубыми · Ширина чёрных полос может сильно различаться. Собаки с очень широкими тигровинами могут выглядеть почти чёрными · У борзых — «чубарый» |
| Тёмная маска               | Тёмная окраска на морде и голове                        | Em-                   | Бульмастиф                                   | · В зависимости от состояния локусов B и D маска может быть чёрной, коричневой, серой (голубой) · Размер маски может быть различным, иногда маска распространяется на грудь (малинуа) · Маска может сочетаться с другими расцветками: зонарной, чепрачной, подпалой, тигровой · Специфическое название у борзых — «мазурина» |
| Обратная маска             | Характерной формы светлый участок на морде собаки       | rmrm                  | Салюки                                       | · Другие названия: домино, гризли · Может сочетаться с зонарным, чепрачным окрасами, а также с тёмной маской |
| Пятнистость                |                                                         |                       |                                              | |
| Белые пятна                | Ирландская пятнистость                                  | sisi                  | Австрийский пинчер                           | · Белые пятна при ирландской пятнистости могут варьировать от очень маленьких до крупных · Пегость — белые пятна, занимающие более 30 % поверхности тела · Белые пятна при ирландской пятнистости, как правило, расположены симметрично, это позволяет отличить распространённую ирландскую пятнистость от пегости · При экстремальной пятнистости окрашенными остаются лишь небольшие участки в пигментных центрах. Если окрашенные участки крайне малы, собака может выглядеть чисто белой. |
| Белые пятна                | Пегость                                                 | spsp                  | Бассет                                       | · Белые пятна при ирландской пятнистости могут варьировать от очень маленьких до крупных · Пегость — белые пятна, занимающие более 30 % поверхности тела · Белые пятна при ирландской пятнистости, как правило, расположены симметрично, это позволяет отличить распространённую ирландскую пятнистость от пегости · При экстремальной пятнистости окрашенными остаются лишь небольшие участки в пигментных центрах. Если окрашенные участки крайне малы, собака может выглядеть чисто белой. |
| Белые пятна                | Крайняя степень пятнистости (экстремальная пятнистость) | swsw                  | Уиппет                                       | · Белые пятна при ирландской пятнистости могут варьировать от очень маленьких до крупных · Пегость — белые пятна, занимающие более 30 % поверхности тела · Белые пятна при ирландской пятнистости, как правило, расположены симметрично, это позволяет отличить распространённую ирландскую пятнистость от пегости · При экстремальной пятнистости окрашенными остаются лишь небольшие участки в пигментных центрах. Если окрашенные участки крайне малы, собака может выглядеть чисто белой. |
| Чалость                    | Смесь окрашенных и белых волос                          | R-                    | Австралийская короткохвостая пастушья собака | · Чалость проявляется с возрастом · Чалость может развиваться как появление белых волос на тёмном фоне или как появление тёмных волос на белом фоне |
| Тёмные пятна на белом фоне | Крап                                                    | spspT- sisiT-         | Немецкий курцхаар                            | · Цвет крапа определяется основным окрасом собаки · Как правило, крап проявляется с возрастом · У английских сеттеров крапчатый окрас принято называть «бельтон» |
| Тёмные пятна на белом фоне | Далматин                                                | swswT-(TdTd)          | Далматин                                     | · Особые форма и расположение пятен у далматина определяются генами-модификаторами и являются результатом тщательного отбора · Пятна могут быть чёрными или коричневыми |
| Мраморный                  | Действие фактора Мерля                                  | Mm                    | Муди                                         | · Мраморный окрас — сочетание пятен тёмного и светлого тонов · Основной тёмный цвет осветляется: чёрный становится серым, по которому разбросаны чёрные пятна разного размера и неправильной формы («блю-мерль», «серо-мраморный») · Коричневый основной цвет превращается в бежевый с коричневыми пятнами («ред-мерль») · Возможен мрамор на фоне соболиного окраса · Мерль часто сочетается с другими типами пятнистости                                                                    |
| Мраморный                  | «Арлекин» у немецкого дога                              | MmHh                  | Немецкий дог                                 | · Чёрные пятна неправильной формы разных размеров на чисто-белом фоне |

| Производные раскраски (примеры)       |                                  |                                     |                                                               |
| Комбинации на основе подпалого окраса |                                  |                                     |                                                               |
| Мраморно-подпалый                     | С обесцвеченным подпалом         | Тигрово-подпалый                    | Чёрно-подпалый с тёмной маской                                |
| atatbbD-E-FkkMm                       | atatB-cchcchD-E-kk               | atatB-D-E-kbr-                      | atatB-D-Em-kk                                                 |
| Такса                                 | Цвергшнауцер (чёрный с серебром) | Метис ротвейлера                    | Чешская пастушья собака                                       |
| Окрасы с белыми пятнами               |                                  |                                     |                                                               |
| Зонарный с белым                      | Мраморный с белым                | Пегий с возрастным осветлением      | Пего-чалый                                                    |
| awawB-cchcchD-E-kksisi                | B-E-K-Mmsisi                     | B-E-G-K-spsp                        | bbD-K-R-spsp                                                  |
| Американская акита                    | Бордер-колли                     | Бобтейл                             | Гриффон Кортальса                                             |
| Комбинации с обратной маской          |                                  |                                     |                                                               |
| Зонарный с обратной маской            | Чепрачный с обратной маской      | Тёмная маска на фоне обратной маски | «Урадзиро» — рыжий с обратной маской и очень светлым подласом |
| aw-bbD-E-ffkkrmrm                     | asaasaB-D-E-ffkkrmrm             | awawB-D-Em-kkrmrm                   | ayayB-D-E-F-kkrmrm                                            |
| Сибирский хаски                       | Салюки                           | Кавказская овчарка                  | Акита-ину                                                     |

| Основные раскраски с белыми пятнами                        |                                 |                                       |                                          |
| Основная раскраска                                         | в сочетании с пегостью          | в сочетании с ирландской пятнистостью | в сочетании с экстремальной пятнистостью |
| Подпалый                                                   | atatB-E-F-kkspsp                | atatB-E-F-kksisi                      | atatB-E-ffkkswsw                         |
| Подпалый                                                   | Тентерфилд-терьер               | Энтлебухер зенненхунд                 | Парсон-рассел-терьер                     |
| Чепрачный                                                  | asaasaB-E-F-kkspsp              | asaasaB-E-ffkksisi                    | asaasaB-E-ffkkswsw                       |
| Чепрачный                                                  | Фокстерьер                      | Бигль                                 | Джек-рассел-терьер                       |
| Тигровый                                                   | ayayB-E-ffkbr-spsp              | ayayB-E-F-kbr-sisi                    | kbr-swsw                                 |
| Тигровый                                                   | Уиппет                          | Бостон-терьер                         |                                          |
| Соболиный                                                  | ayayB-Em-F-kkspsp               | ayayB-Em-F-kksisi                     | ayayB-E-F-kkswsw                         |
| Соболиный                                                  | Папийон                         | Американская акита                    | Длинношёрстный колли                     |
| Сложные мраморные и крапчатые трёхцветные окрасы (примеры) |                                 |                                       |                                          |
| Чёрно-подпалый мраморный с ирландской пятнистостью         | Чёрно-подпалый крапчатый, пегий | Чёрно-подпалый чалый                  | Чепрачный крапчатый, пегий, чалый        |
| atatB-E-F-kkMmsisi                                         | atatB-E-ffkkspspT-              | atatB-E-F-kkR-S-                      | asaasaB-E-F-kkR-spspT-                   |
| Шелти                                                      | Голубой крапчатый кунхаунд      | Австралийский хилер                   | Австралийский хилер                      |

Стандарты пород собак могут содержать довольно строгие указания относительно окраса. Помимо эстетических соображений, иногда ограничения обусловлены заботой о благополучии собак, так в Европе существует запрет на разведение голубых и изабелловых доберманов, «разбавленная» окраска которых сцеплена с комплексом заболеваний. Помимо связи окраса с наследственными заболеваниями, отмечают в общем связь особенностей организма собаки с окрасом. Так, в английском журнале Dog World были приведены сведения, что английские кокер-спаниели чёрного, красного и золотого окрасов существенно отличаются по сложению, форме головы и темпераменту от чалых, лимонных, белых и бело-чёрных. Первые — короче и компактнее, тогда как вторые имеют более мягкое выражение и лучше двигаются.
Другой причиной стандартизации окраса могут служить особенности рабочего использования собак. Например, охотничья специализация джек-рассел-терьера требует, чтобы белый цвет был преобладающим, особенно на спине собаки: если спина будет рыжей, гончие могут напасть на него, перепутав его с лисицей, которую маленький терьер выгнал для них из норы. Горные пастушьи собаки породы торньяк должны иметь двух- или трёхцветный окрас, как можно более пёстрый, сплошные окрасы стандартом запрещены, серый (зонарный) окрас нежелателен. Благодаря такой раскраске владелец собаки сможет издалека отличить свою пасущую стадо собаку от других по рисунку пятен, не спутает серую собаку с волком, а белую — с овцой.

## Линька
Линька — смена шёрстного покрова, у большинства собак происходит дважды в году. Достигнув определенной длины и созрев, волос стареет и выпадает. У собак отмечают три формы линьки:
- Возрастная линька — связана с возрастным развитием щенка и не зависит от сезона. Щенки рождаются с мягким, коротким волосом, более тонким и нежным, чем у взрослых собак. С возрастом шёрстный покров меняется, длинношёрстные собаки обрастают более длинным волосом, у жесткошёрстных шерсть меняется на более грубую взрослую шерсть, вырастают брови, усы и борода, короткошёрстные становятся гладкими с плотно прилегающей шерстью.
- Сезонная линька — периодическая, происходит весной и осенью. Зимний шёрстный покров густой, большее количество подшёрстка хорошо защищает от холода. Летняя шерсть более редкая и короткая.
- Непрерывная линька — смена волоса в течение всего года в зависимости от отмирания волосяных луковиц. Такая форма линьки характерна для собак, живущих в квартирах и не подверженных влиянию температур, которые стимулируют начало сезонной линьки.

Помимо сезонной и возрастной смены шёрстного покрова, для сук характерна линька по окончании молочного кормления щенков. Осязательные волосы у собак растут постоянно и не линяют.
Линька — сложный биологический процесс приспособления животного к условиям окружающей среды. В ходе линьки поредение волос начинается с загривка, затем распространяется на бока и зад. Во время линьки собаки расходуют много энергии и питательных веществ, им требуется усиленное питание и уход.
Механизм сезонной линьки собак основан на гормональном воздействии гипофиза и щитовидной железы, под влиянием внешних факторов. Как правило, сезонная линька продолжается 43—53 дня . Содержание собак в жилищах, в условиях постоянных температур и искусственного освещения, как и результат селекции, привели к замене сезонной линьки постоянной сменой волос, с небольшим повышением её интенсивности весной и осенью. Непрерывная, хотя и менее интенсивная, линька приводит к снижению защитных функций кожи и возрастанию риска кожных заболеваний.
Существует ошибочное мнение, что собаки некоторых пород не линяют. Это неверно, линяют все собаки, однако благодаря особенностям строения шерсти таких пород (с пуделеобразной шерстью) волосы, отмирающие во время линьки, не могут самостоятельно выпасть, перевиваются с живыми волосами и образуют шнуры, пластины и колтуны, а иногда сваливаются в войлок. Такие собаки требуют тщательного расчёсывания и ухода за шерстью. У собак жесткошёрстных пород естественная линька также затруднена и они нуждаются в специальном уходе: отмершая шерсть выщипывается при помощи пальцев или специальных инструментов.

## Заболевания шёрстного покрова

### Внутренние заболевания
Состояние шерсти и кожи в значительной степени обусловлено общим состоянием здоровья и правильным питанием собаки. В большинстве случаев ухудшение состояния кожи и шерсти является симптомом какого-либо внутреннего заболевания и требует лечения.
Чрезмерная линька, приводящая к постепенному облысению (алопеции) может стать следствием несбалансированного кормления или гормональных нарушений. Среди гормональных нарушений чаще всего отмечаются гипотиреоз, гиперфункция надпочечников (избыток кортизона), избыток или недостаток эстрогенов. При гормональных нарушениях облысение часто носит симметричный характер, в отличие от наследственно обусловленных алопеций.
На состоянии шерсти отражаются аллергические и аутоиммунные заболевания. Экзема вызывает диффузные поражения шерсти, зуд и расчёсывание. Обширные облысения могут возникать и из-за отравления организма собаки плохой питьевой водой или промышленными выбросами. Кожный зуд, вызывающий постоянное чесание, выкусывание или вылизывание шерсти, может быть спровоцирован и нервным расстройством в результате смены хозяина, режима, места жительства собаки. Появление у собак депигментированных пятен является следствием заболевания витилиго. К изменениям в пигментации могут приводить онкологические заболевания.
Выпадение и депигментация волос, поседение собак тёмного окраса наблюдается при недостатке пантотеновой кислоты. Отсутствие витамина B2 ведет к выпадению шерсти.

### Наследственные заболевания
Врождённые пороки внешних покровов у собак встречаются довольно часто. По клинико-морфологическим признакам они подразделяются на нарушения роста волос, нарушения пигментации, нарушения кератинизации, дерматозы и дерматиты.
Гипотрихоз — врождённое снижение интенсивности роста волос. Заболевание становится заметно уже у новорождённых щенков в виде небольших, впоследствии расширяющихся пятен алопеции. Затем появляется диффузное облысение, особенно выраженное в височных областях, на ушах и хвосте, акантоз и легкий гиперкератоз. Это заболевание отмечено только у кобелей, поэтому предполагается наследование, сцепленное с полом. X-алопеция собак северных пород, сцепленная с полом, предположительно возникает в результате нарушения гормонального баланса в результате действия наследственных и средовых факторов.
Атрихоз — полное отсутствие шерсти или значительное ослабление шёрстного покрова. Может быть обусловлен разными причинами:
- Рецидивирующая алопеция боковой поверхности тела собак (сезонная алопеция). Пятна облысения периодически появляются симметрично на боках собаки, сопровождаются гиперпигментацией. Через несколько месяцев шёрстный покров поражённых областей спонтанно восстанавливается. Болезнь отмечена более, чем у тридцати пород собак, но половина всех описанных случаев приходится на боксёров.
- Алопеция цветных собак (синдром голубого добермана). Болезнь чаще всего наблюдается у голубых и изабелловых доберманов, встречается у догов, чау-чау, уиппетов и грейхаундов голубого окраса. Щенки рождаются здоровыми, но к 4-6 месяцам (иногда — позднее) шёрстный покров истончается, на коже появляются угревая сыпь, папулы и пустулы. Из-за склонности к этому заболеванию в Европе запрещено разведение голубых доберманов.

Дерматозы и дерматиты, обусловленные наследственными факторами, проявляются в выпадении волос, себорее, сальных отложениях на волосах. Ихтиоз приводит к гиперкератинизации, шелушению кожи, облысению.
К наследственным нарушениям пигментации относят альбинизм, фактор Мерля, снижение жизнеспособности у собак дильютных окрасов (гомозиготное состояние аллеля {\displaystyle dd}), особенно в сочетании с другими рецессивными аллелями окраса, болезнь серых колли, обусловленную с геном {\displaystyle cn}.

### Паразитарные заболевания

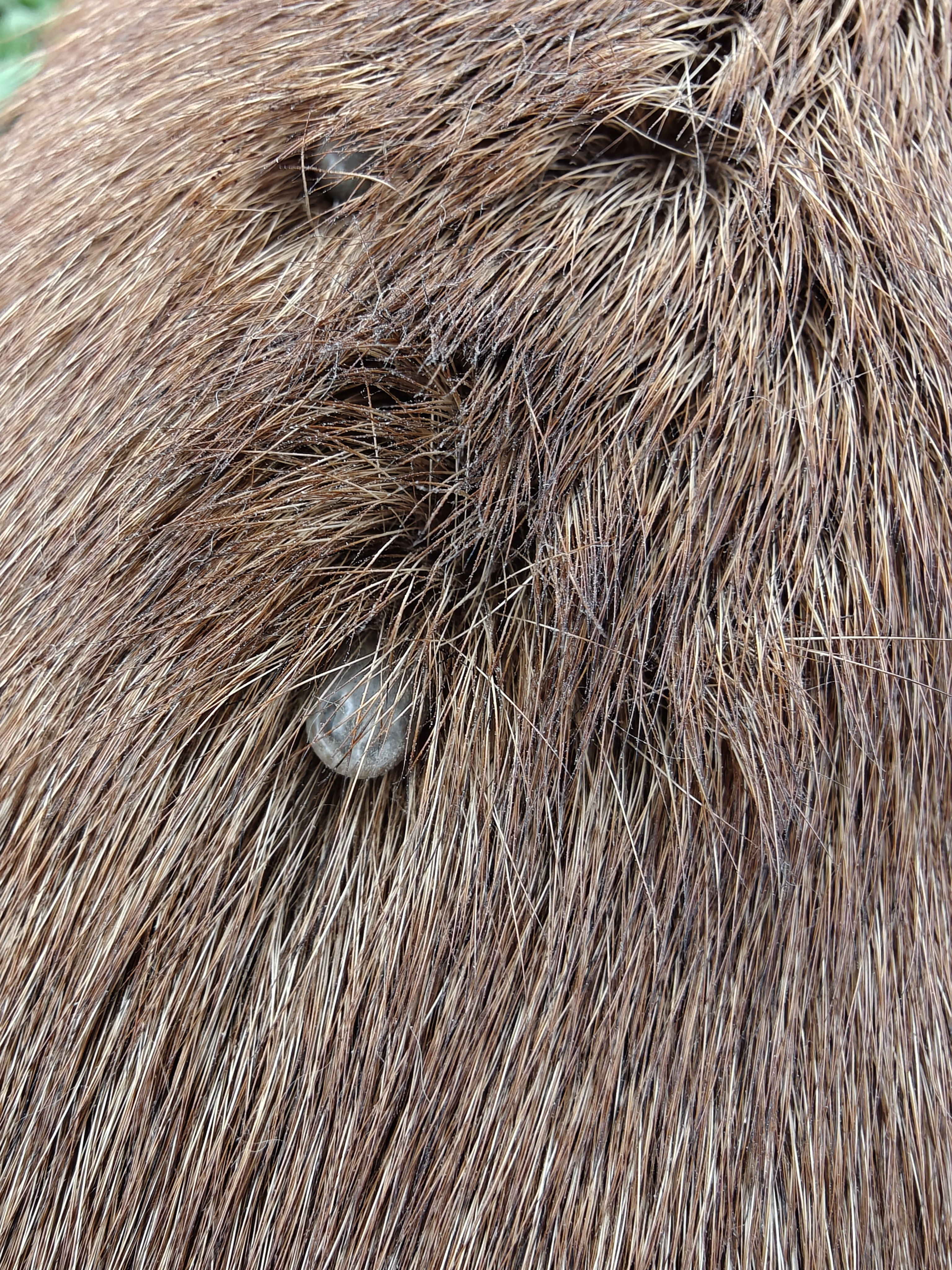
Клещи на собаке

На состоянии шерсти собаки сказываются поражения паразитами, живущими в волосяном покрове, на поверхности или в глубоких слоях кожи собаки. Паразиты вызывают сильный зуд, заставляют собаку интенсивно чесаться, что приводит к образованию проплешин. Некоторые паразитарные заболевания выглядят так, как будто у собаки перхоть. Паразиты могут быть причиной серьезных заболеваний.
- Блохи — кровососущие насекомые, вызывают сильный зуд и различные аллергические реакции на их укусы — сыпь, корки, выпадение шерсти. На собаке могут паразитировать не только собачья блоха (лат. Ctenocephalides canis), но также блоха кошки (лат. Ctenocephalides felis), человека (лат. Pulex irritans) и курицы (лат. Ceratophyllus gallinae). Эти виды блох могут паразитировать и на человеке[87][85].
- Собачьи вши (лат. Linognathus setosus) — кровососущие насекомые, обитают только на собаках и не передаются другим видам животным или человеку. Яйца вшей прикрепляются к основанию волоса особым секретом (гниды). Вши передаются при непосредственном контакте с заражённым животным или через предметы ухода. Сильно поражённые собаки чешут зудящие места укусов, кожа воспаляется, выпадают волосы, собаки теряют аппетит, худеют и страдают анемией. Чаще других от вшей страдают длинношёрстные неухоженные собаки[88][85].
- Собачий власоед (лат. Trichodectes canis) — мелкие насекомые, питаются чешуйками эпидермиса, лимфой и кровью из ссадин на поверхности кожи. Вызывают раздражение кожи, зуд, собаки становятся беспокойными, энергично чешутся, что приводит к появлению расчесов и воспалению кожи. Понижают сопротивляемость организма собак к другим заболеваниям и могут быть переносчиками ленточных червей и других возбудителей болезней[85].
- Чесоточный клещ (лат. Sarcoptes scabiei) поражает мелкие слои эпидермиса (саркоптоз). Вызывает сильный зуд, собаки расчёсывают себя, шерсть выпадает. Клещ обитает на всех домашних млекопитающих, поражает и человека[89].
- Demodex (лат. Demodex canis) — условно-патогенный клещ, обитает в глубоких слоях кожи, у некоторых собак вызывает поражение кожи разной степени (демодекоз), приводит к выпадению волос. Считается, что болезненная реакция на присутствие в коже клеща является формой генетического иммунодефицита[90].
- Грибковые заболевания шёрстного покрова вызывают грибы (лат. Microsporum canis, лат. Microsporum gipseum, лат. Trichophyton metagrophytes), которые поселяются у корней волос и делают их хрупкими и ломкими. Волосы обламываются и выпадают, образуя проплешины. Микроспория и трихофития (стригущий лишай, парша) передаются человеку[91].

Для защиты собаки от паразитов проводят профилактические обработки препаратами, содержащими инсектицидные вещества (перметрин, фипронил и др.), используют противоблошиные ошейники.

## Груминг
|  |
|  |
|  |
|  |

Систему мер, направленных на поддержание шерсти и кожи собаки здоровыми, чистыми и в хорошем состоянии, называют грумингом (англ. grooming). Помимо ухода за шерстью и кожей, груминг включает также уход за глазами, ушами, зубами и когтями собаки.
Все собаки, независимо от длины и густоты шерсти, нуждаются в уходе за шёрстным покровом. Процедуры ухода могут сильно различаться в зависимости от специфики шерсти — от простой чистки до сложных процедур, связанных с удалением отмершей шерсти. Руководства по собаководству, изданные в СССР, рекомендовали ежедневное расчёсывание шерсти с помощью расчёски или щетки. Мыть собаку полагалось только перед стрижкой или в случае сильного загрязнения, так как мытьё с мылом приводит к смыванию с шерсти естественной смазки, которая защищает шерсть и кожу от воздействия внешних факторов, шерсть без смазки быстро намокает, пачкается, сваливается. Такой подход оправдан для собак с короткой шерстью и шерстью дикого типа. С ростом популярности длинношёрстных пород собак и благодаря появлению современных косметических средств для ухода за шерстью специалисты предлагают противоположный подход: собаку моют часто, вплоть до еженедельного мытья, а в промежутках между мытьём не расчёсывают. Потеря естественной смазки в этом случае восполняется маслами и бальзамами, это делает длинную шерсть менее ломкой. Шерсть, обрабатываемая косметическими средствами, вырастает намного длиннее, чем при естественном содержании собаки, так как естественной смазки не хватает для поддержания длинной шерсти в здоровом состоянии.
Для расчёсывания собак применяют специальные инструменты: гребни и расчёски для длинношёрстных собак, скребки для прочёсывания собак с грубой шерстью, массажные щётки или специальные рукавицы для короткошёрстных собак, щётки-пуходёрки (сликеры). Периодичность расчёсывания зависит от породы и качества шерсти собаки. Расчёсывание нужно проводить по всей длине шерсти, разбирая руками колтуны, если они есть. Шнуровую шерсть разбирают руками. Щенков прочёсывают ежедневно, чтобы приучить их к процедурам ухода за шерстью.
Моют собак в воде с температурой 36-39 градусов. Для мытья собак применяют специальные шампуни, ассортимент которых чрезвычайно широк: простые, лечебные, противопаразитарные, подкрашивающие, отбеливающие, оптически усиливающие цвет, содержащие масло и т. д. Можно использовать и шампуни, предназначенные для человека. В процессе и после мытья применяют бальзамы, кондиционеры, масла, фиксирующие средства, антистатики. Собаку следует тщательно ополаскивать холодной водой, так как остатки мыла на коже могут вызывать зуд. После мытья собаке нужно дать отряхнуться, а затем завернуть её в полотенце, вытирать собаку не следует. Мокрую шерсть длинношёрстной собаки необходимо тщательно высушить феном. После каждого купания происходит лёгкая линька.
В промежутках между мытьём иногда применяют средства для сухой чистки — сухие шампуни; белых собак можно чистить крахмалом или обычной мукой. Специального ухода требует складчатая кожа, подверженная опрелостям, применяются дезинфицирующие средства и присыпки. После каждой прогулки следует осмотреть собаку и удалить из шерсти семена и колючки.
Щенков нужно приучать к процедуре ухода за шерстью с самого раннего возраста, в особенности это важно для пород с длинной шерстью, которая нуждается в регулярном длительном уходе.
Уход за длинной шерстью может требовать много времени и усилий, поэтому домашних любимцев нередко коротко стригут. Длинную шерсть выставочных собак в повседневных условиях защищают с помощью специальных приспособлений — папильоток, резинок, топ-нотов, разнообразных чехлов и тому подобного.

## Тримминг
Тримминг — действия, производимые для улучшения внешнего вида шёрстного покрова собаки, создание причёски, в том числе для показа собаки на выставке (англ. trim — приводить в порядок, подстригать, отделывать, украшать). При моделировании причёски используют разные приёмы: щипка шерсти при помощи специального ножа, специальных камней или пальцами, стрижка машинками, ножницами, филирование границ.
Длинную шерсть стригут, если это допускается стандартом породы, вытягивают с помощью фена и щёток. Жёсткую шерсть и подшёрсток у некоторых пород удаляют выщипыванием (в России традиционно эта процедура называется термином «тримминг»). Правильно подобранная и выполненная стрижка позволяет проявить достоинства собаки и несколько сгладить незначительные недостатки. Для выставочных собак некоторых пород моделирование запрещено стандартом, а для пуделей стандарт устанавливает допустимые модели стрижки. Собакам некоторых пород, имеющим длинную шерсть на голове, принято делать топ-нот (англ. top-knot) — пучок или косичку из волос. Правильно выполненный топ-нот позволяет выявить особенности, присущие данной породе.
Собаки, не участвующие в выставках, могут быть подстрижены коротко, чтобы упростить уход за шерстью. Иногда выполняют так называемые «креативные стрижки» и окраску шерсти.
Создание причёсок для собак — профессиональная деятельность, модели и способы создания причёсок подвержены моде. Существует немало профессиональных изданий, посвященных грумингу и триммингу. Проводятся международные конкурсы парикмахеров, профессиональные грумеры состязаются как в классах выставочных причёсок, так и в креативном груминге.

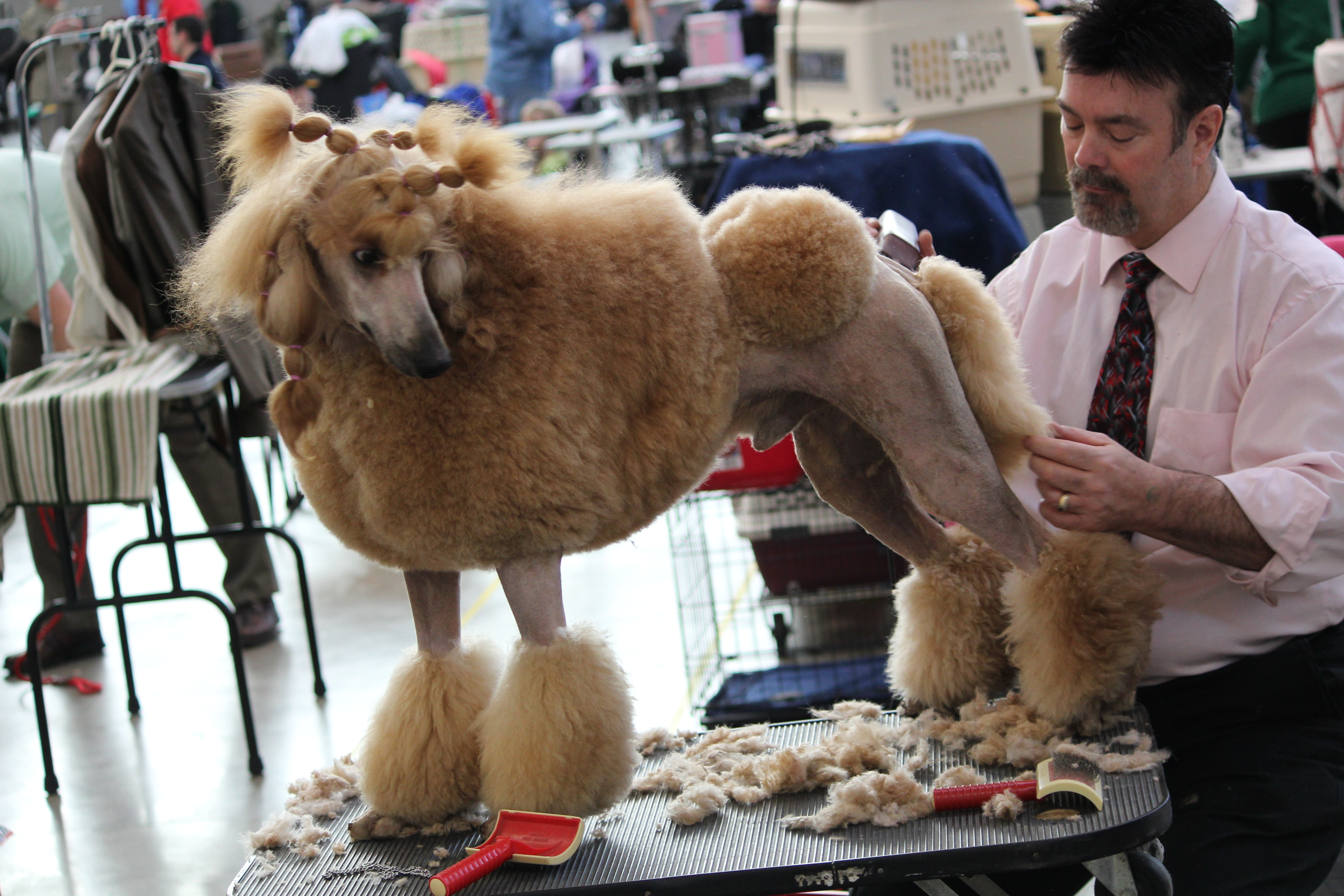
Стандартный пудель в процессе стрижки
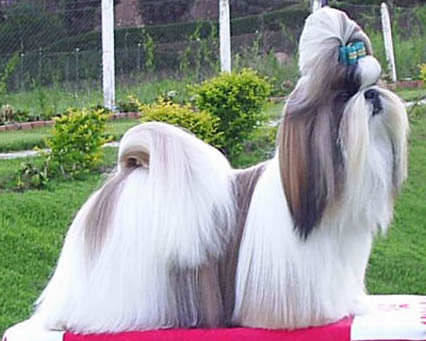
Выставочная причёска ши-тцу с топ-нотом
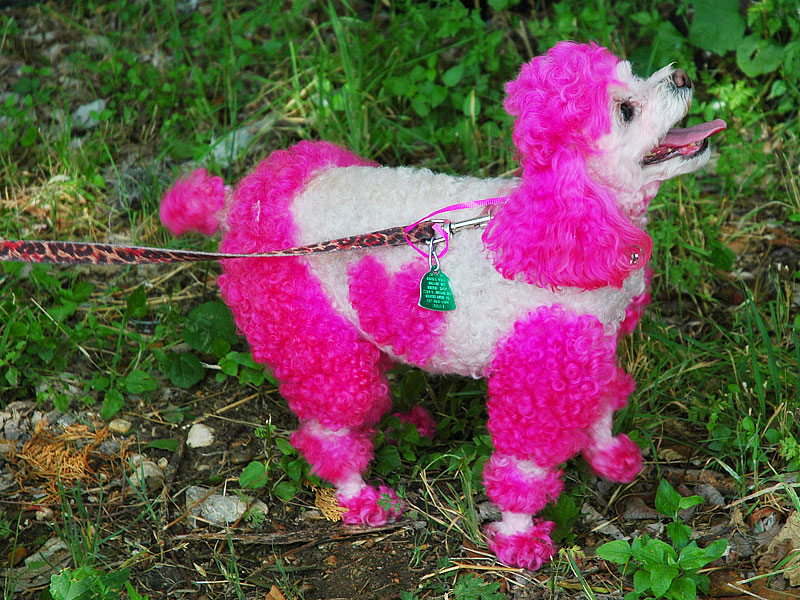
Пудель в креативной причёске